# Лудиас (дем Илиджиево)
Лудиас (на гръцки: Λουδίας, до 1951 година Неа Зои, Νέα Ζωή) е село в Гърция, дем Илиджиево (Халкидона), област Централна Македония със 795 жители (2011).

## География
Селото е разположено в Солунското поле, на 43 километра западно от Солун, на северния бряг на река Караазмак (Лудиас), южно от Зорбатово и северно от Плати.

## История
Селото е основано в 1939 година, когато след пресушаването на Ениджевардарското езеро се появяват нови плодородни земи и гръцката държава разрешава създаването на нови селища за бежанците от Турция. Селото е основано под името Неа Зои (в превод Нов живот). Населението му се състои изцяло от бежанци - понтийски, кавказки, тракийски и малоазийски гърци, които идват от Елевтерохори, Метони, Филиро и Бугариево.
В 1951 година селото е прекръстено на Лудиас, по името на реката. Част е от община Зорбатово (Микро Монастири) до 1999 година, когато със закона Каподистрияс е присаединено към дем Илиджиево. В 1991 година селото има 948 жители, в 2001 година - 970, а в 2011 година - 795. Занимават се с отглеждане на ориз, царевица и памук, като много от тях работят в съседни предприятия - „Захарис“, „ЕЛВИЗ“ и „Нестле“.